# Scathophaga litorea
Scathophaga litorea är en tvåvingeart som först beskrevs av Fallen 1819.  Scathophaga litorea ingår i släktet Scathophaga och familjen kolvflugor. Arten är reproducerande i Sverige. Inga underarter finns listade i Catalogue of Life.